# Петровская улица (Санкт-Петербург)
Петро́вская улица — улица в Выборгском районе Санкт-Петербурга, в муниципальном округе Шувалово-Озерки. Соединяет Выборгское шоссе и Софийскую улицу.
Протяжённость улицы — 760 метров.

## История
Улица известна под этим названием с конца XIX века, когда была переименована в честь местного землевладельца графа Петра Андреевича Шувалова. До переименования этот проезд также назывался Набережной улицей, набережной Нижнего озера и набережной Третьего Нижнего озера, так как улица частично проходит по восточному берегу Большого Нижнего Суздальского озера.
В 1960-е годы Петровская улица была переименована в Пограничную, поскольку служит северной границей Шувалова, однако название не прижилось и 2 июля 1998 года было отменено в пользу своего прежнего (нынешнего) варианта.

## Расположение и достопримечательности

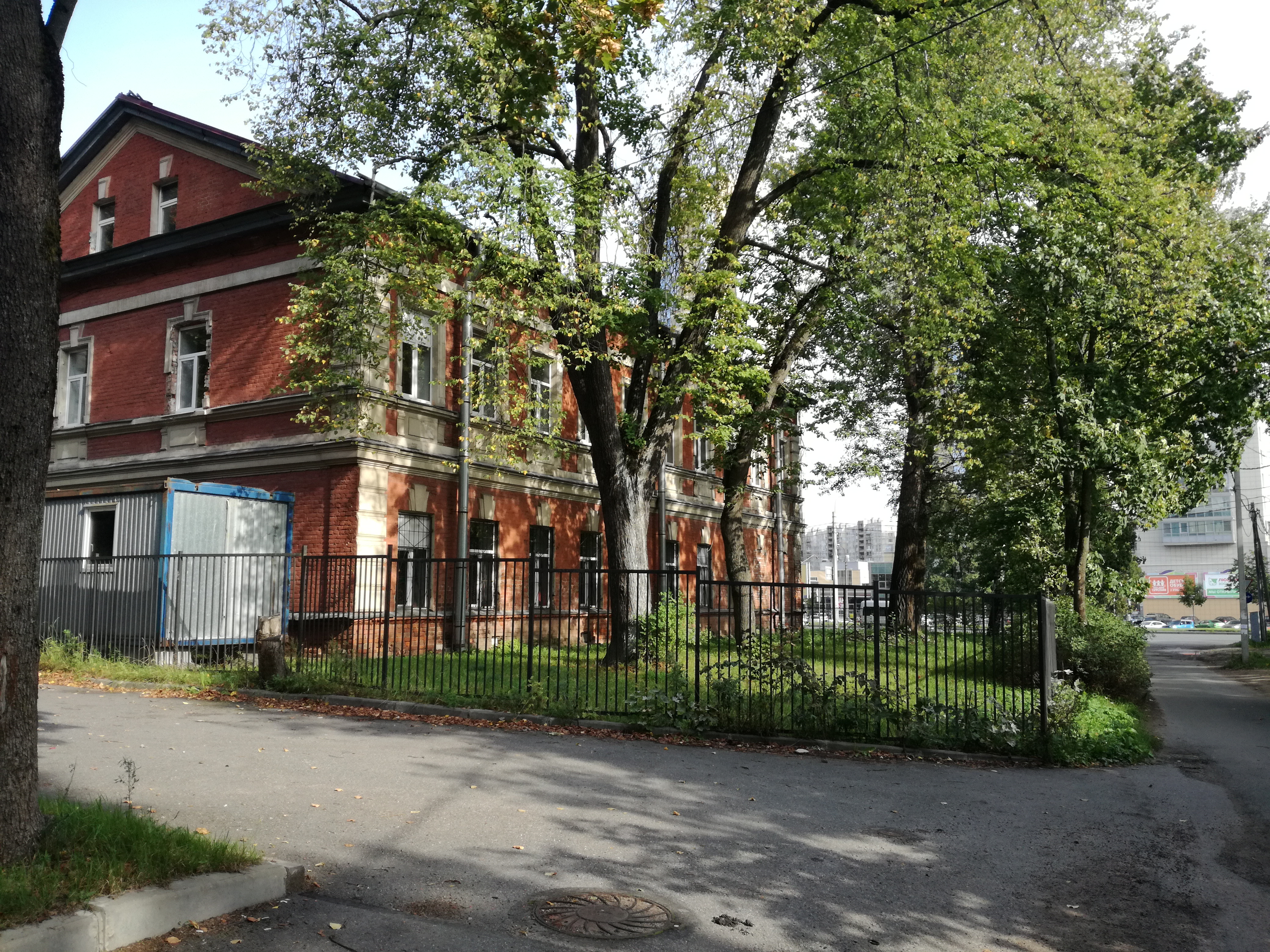
дом причта при Спасо-Парголовской церкви

Петровская улица пролегает в направлении с северо-востока на юго-запад, соединяя Выборгское шоссе с Софийской улицей. Вдоль северной стороны улицы расположено Шуваловское кладбище, ряд аллей которого выходят к улице, и берег Большого Нижнего Суздальского озера. Вдоль южной стороны располагаются постройки различного, в том числе жилого, назначения.
На Петровской улице находится дом церковно-приходской школы и причта при Спасо-Парголовской церкви, 1902 г. постройки. По другим данным — третий дом причта Спасо-Парголовской церкви. Это памятник архитектуры регионального значения, имеющий нумерацию по Выборгскому шоссе (Выборгское шоссе, 102). В советское время в здании сначала работала общеобразовательная школа, а с 1961 года — детско-юношеская спортивная школа по прыжкам с трамплина и лыжному двоеборью.
Напротив дома 13 видны остатки ЖБОТа — сборной пулеметной железобетонной огневой точки 4-секционного типа. Сооружение относилось к внешнему обводу обороны Ленинграда во время блокады в Великую Отечественную войну. Возможно, ЖБОТ изначально находился не в этой точке, а был демонтирован при реконструкции набережной или расширении кладбища.

## Транспорт
- Метрополитен: станция «Проспект Просвещения» (1300 м)
- Ж/д станции: Шувалово (250 м)

## Пересечения
С востока на запад:
- Выборгское шоссе
- Варваринская улица
- улица Корякова
- Первомайская улица
- Софийская улица

## Интересные факты
- По северной стороне улицы официально не зарегистрировано ни одного адреса.
- По южной стороне улицы располагаются дома как с чётной, так и с нечётной нумерацией.
- Официально на Петровской улице зарегистрирован только один дом с нечётным номером — дом 11[1].